# Domínio de Takamatsu

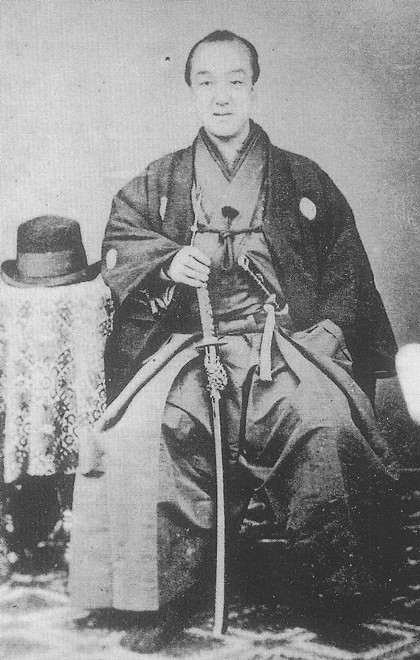
Matudaira Yoritoshi, o último daimyo de Takamatsu.

O Domínio de Takamatsu (高松藩, Takamatsu han) foi um han da Província de Sanuki (atual Kagawa ), durante o período Edo da História do Japão. O domínio inicialmente foi governado pelo Clã Ikoma , em seguida, pelo Ramo Mito-Matsudaira .

## História
O Domínio de Takamatsu foi fundado em 1587, depois que as forças de Toyotomi Hideyoshi subjugaram Shikoku. A Província de Sanuki , avaliado em 173 mil koku , foi concedida por Hideyoshi a Ikoma Chikamasa. Por estar do lado de Tokugawa Ieyasu na Batalha de Sekigahara , os Ikoma mantiveram seu domínio, e governou até 1640, quando foram transferidos para o Domínio de Yashima por causa de uma revolta. Por um tempo, o território do domínio foi dividido entre os daimiôs vizinhos, mas em 1642, Takamatsu foi reinaugurado, desta vez sob a regência de Matsudaira Yorishige , filho de Tokugawa Yorifusa , neto de Ieyasu. Os Matsudaira de Takamatsu tinham um certo grau de influência no xogunato Tokugawa , principalmente na relação com a corte imperial .
Em 1868, as forças de Takamatsu lutaram do lado do shogunato na Batalha de Toba-Fushimi, mas foram derrotados, logo depois, o próprio Takamatsu se rendeu às forças das vizinhas Tosa e Marugame .
Como todos os outros domínios, Takamatsu foi dissolvida em 1871 com a abolição do sistema han e a Restauração Meiji. O território inicialmente ficou conhecido como Prefeitura Takamatsu (高松県, Takamatsu-ken) , mais tarde fez parte da Província de Kagawa, onde permanece até os dias atuais .

## Lista de Daimios
- Clã Ikoma 1587-1640 (Tozama; 173.000 koku)

1. Ikoma Chikamasa (生駒親正), 1587-1600
2. Ikoma Kazumasa (生駒一正), 1600-1610
3. Ikoma Masatoshi (生駒正俊), 1610-1621
4. Ikoma Takatoshi (生駒高俊), 1621-1640

- Clã Matsudaira 1642-1871 (Shinpan; 120.000 koku)

1. Matsudaira Yorishige (松平頼重), 1642-1673
2. Matsudaira Yoritsune (松平頼常), 1673-1704
3. Matsudaira Yoritoyo (松平頼豊), 1704-1735
4. Matsudaira Yoritake (松平頼桓), 1735-1739
5. Matsudaira Yoritaka (松平頼恭), 1739-1771
6. Matsudaira Yorizane (松平頼真), 1771-1780
7. Matsudaira Yorioki (松平頼起), 1780-1792
8. Matsudaira Yorinori (松平頼儀), 1792-1821
9. Matsudaira Yorihiro (松平頼恕), 1821-1842
10. Matsudaira Yoritane (松平頼胤), 1842-1861
11. Matsudaira Yoritoshi (松平頼聰), 1861-1871